# Xantidrolo
Lo xantidrolo è un composto organico eterociclico che può essere preparato per riduzione dello xantone. È utilizzato per la determinazione dell'urea nel sangue.